# Lycocerus matsunagai
Lycocerus matsunagai is een keversoort uit de familie soldaatjes (Cantharidae). De wetenschappelijke naam van de soort werd in 2000 gepubliceerd door Imasaka & Okushima in Okushima & Imasaka.